# Dževad Karahasan
Dževad Karahasan (Duvno, 25 gennaio 1953 – Graz, 19 maggio 2023) è stato uno scrittore, filosofo e drammaturgo bosniaco.
Ricevette il Premio Herder e la Medaglia Goethe.

## Biografia

### Formazione e attività accademica
Karahasan nacque a Duvno da una famiglia bosgnacca. Karahasan descrisse suo padre come un "comunista religioso" e la madre come una devota musulmana. Da bambino passava spesso del tempo con i padri francescani all'interno del monastero locale.
Karahasan studiò letteratura e teatro presso l'università di Sarajevo. Fu dottorando alla facoltà di filosofia dell'Università di Zagabria.
Nel 1993, durante la guerra in Bosnia, Karahasan lasciò Sarajevo, città che ebbe un ruolo centrale nella sua carriera. Dal 1986 al 1993, Karahasan fu professore di teatro e di teoria del teatro presso l'Accademia di Arti Performative all'Università di Sarajevo. Dal 1993 fu professore presso varie università europee tra cui Salisburgo, Berlino e Gottinga.

### Attività letteraria
Dal 1993 Karahasan lavorò come drammaturgo per ARBOS – Company for Music and Theatre. I suoi drammi furono messi in scena in Austria (Vienna, Krems, Hallein, Eisenstadt, Salisburgo, Villach, Klagenfurt), Germania (Gera, Erfurt, Berlino, Lipsia), Bosnia ed Erzegovina (Sarajevo), Ucraina (Odessa), Repubblica Ceca (Praga, Hradec Králové, Brno), Kosovo (Pristina), Polonia (Stettino), Singapore (Singapore Arts Festival) e Stati Uniti (Washington).
Oltre ai drammi e alle commedie, Karahasan pubblicò diversi saggi in vari giornali europei.

## Premi
Karahasan ha ricevuto numerosi premi tra cui:
- Premio Bruno Kreisky per testi i politici (1995)
- Premio Herder (1999)
- Leipzig Book Prize per le relazioni europee (2004)
- Premio Vilenica (2010)
- Medaglia Goethe (2012)
- Premio Goethe (2020)